# Leptonycteris nivalis
El murciélago magueyero (Leptonycteris nivalis) es una especie murciélago que pertenece a la familia Phyllostomidae. Es nativo de Guatemala, México y Estados Unidos. Su hábitat natural se compone de bosque templado. pertenece a la familia de murciélagos que polinizan ya que son animales especializados en alimentarse de néctar y pólen de las plantas en especial de los magueyes. Este murciélago se encuentra en peligro ya que sus poblaciones han ido disminuyendo considerablemente en América. Es migratorio, recorre los territorios de la Sierra Madre Oriental en México comenzando en el Suoroeste de Estados Unidos en búsqueda de poblaciones de agave. Este fenómeno migratorio al igual que el murciélago se encuentran en peligro de desaparición.